# Kırıt
Kırıt ist ein ehemaliges Dorf im Bezirk Tarsus der türkischen Provinz Mersin. Seit einer Gebietsreform ist es Ortsteil des Bezirkszentrums Tarsus.
Der Ort liegt im Zentrum des Bezirks, etwa 15 Kilometer nördlich von Tarsus und 35 Kilometer nordöstlich des Provinzzentrums Mersin. Etwa zwei Kilometer östlich des Ortes verläuft die Fernstraße D-750, parallel dazu etwa 1,5 Kilometer weiter östlich die Autobahn O-21, die beide von Norden durch die Kilikische Pforte kommen und weiter nach Tarsus führen.
Kırıt ist wahrscheinlich identisch mit dem antiken Mopsoukrene. Dieses war eine Station auf der Römerstraße Via Tauri, die in der Antike Tarsus (antik Tarsos) mit Ikonion (heute Konya) verband und dabei das Taurusgebirge durchquerte. Südlich kommt in einiger Entfernung ein erhaltenes Stück dieser Straße von Sağlıklı, westlich beginnt in der Flur Taştepe ein weiterer Abschnitt. Der antike Ort bestand vermutlich in spätrömisch-frühbyzantinischer Zeit. Davon zeugen im Dorf einige Sarkophage aus dem 2. bis 3. Jahrhundert n. Chr., ein Felskammergrab, Zisternen, Säulenreste sowie eine kleine Nekropole. In Mopsukrene starb am 3. November 361 der römische Kaiser Constantius II.